# 長岡郡 (陸奥国)
長岡郡（ながおかぐん）は、日本の陸奥国に奈良時代から室町時代まであった郡である。『延喜式』によれば2郷で編成されるごく小さな郡である。現在の宮城県大崎市の一部にあたる。

## 解説
蝦夷と朝廷の戦いが激しかった宝亀11年（780年）の1月26日に、蝦夷軍が長岡に侵入して民家を焼き、官軍と戦って双方に死者が出たことが知られる。長岡とだけあって、この時点で郡が立てられていたかは不明である。9年後の延暦8年（789年）8月30日に、黒川郡など蝦夷と接する10郡の一つとして長岡郡の存在が確認できる。このとき、戦いの被害を考慮して、長岡など10郡の労役免除が延長された。
室町時代にも存在が認められるが、後に栗原郡、遠田郡に分割編入されたようである。

## 平安時代の郷
- 長岡郷
- 溺木郷